# Die Mütter
Die Mütter war eine christliche Musikkabarettgruppe, bestehend aus Thea Eichholz, Carola Rink und Margarete Kosse, die von 1999 bis 2019 existierte.

## Geschichte
Seit 1999 treten die drei Musikerinnen als Trio mit Pianist Eberhard Rink auf und thematisieren den Alltag (werdender) Mütter und Hausfrauen sowohl ironisch als auch seriös in Dialogen, Szenen und Liedern. Ihr Programm Kann denn Bügeln Sünde sein?, das 2006 auch auf Tonträger veröffentlicht wurde, lässt die Affinität zum christlichen Glauben durchscheinen. Als Gast war die Gruppe zuvor an christlichen Musikproduktionen beteiligt, so z. B. am Hochzeitsalbum Beschenkt von Layna. Das Nachfolgeprogramm Wir meinen’s doch nur gut erschien 2010 ebenfalls als CD-Liveaufzeichnung bei Gerth Medien. Daraufhin erschienen Die Mütter in der Talkshow Das Gespräch mit Wolfgang Severin auf Bibel TV. Momentan tourt die Gruppe mit ihrem aktuellen Programm Die Mütter on Kur – Anwendungen für alle.
Im Jahr 2019 gab die Gruppe ihre Auflösung bekannt. 

## Diskografie
- Kann denn Bügeln Sünde sein?. Gerth Medien, Asslar 2006
- Wir meinen’s doch nur gut. Gerth Medien, Asslar 2010
- Die Mütter on Kur: Anwendungen für alle! Gerth Medien, Asslar 2015
- Für euch nur das Beste. Gerth Medien, Asslar 2019

## Gastauftritte
- Layna – Wohin sonst. Gerth Medien, Asslar 2000.
- Beschenkt. Lieder zu Hoch- und anderen Zeiten. Gerth Medien, Asslar 2002.
- Mit Liebe beschenkt. Neue Lieder zu Hoch- und anderen Zeiten. Gerth Medien, Asslar 2005.
- Die schönsten Songs aus „Gemeindelieder 2“: Ich bin ja dein Kind. Gerth Medien, Asslar 2007 / Christliche Verlagsgesellschaft, Dillenburg 2007.

## Veröffentlichungen
- Thea Eichholz, Margarete Kosse und Carola Rink: Wie das Leben so spült. Vom Musik-Kabarett-Trio Die Mütter, Brunnen Verlag (Gießen) 2015, ISBN 978-3-7655-0916-2.